# René de Bresche de La Trémoïlle
René de Bresche de La Trémoïlle, mort le 18 novembre 1529 (ou 1530) à Flavigny, est un prélat français du XVIe siècle. 

## Biographie
Fils de Jean, bâtard de la Trémoïlle, seigneur de Brèches et en partie de Sully-sur-Loire, (fils naturel de Louis Ier de La Trémoille) et de Charlotte d'Autry, René de La Trémoille est élu évêque de Coutances en 1520. Il est abbé de Saint-Bénigne, de Saint-Étienne de Dijon et de Flavigny.